# Atlético Rio Negro Clube (Boa Vista)
L'Atlético Rio Negro Clube, noto anche semplicemente come Rio Negro, è una società calcistica brasiliana con sede nella città di Boa Vista, capitale dello stato del Roraima.

## Storia
Il club è stato fondato il 26 aprile 1971. Il Rio Negro ha vinto il Campionato Roraimense nel 1991 e nel 2000. Ha partecipato alla Coppa del Brasile nel 2001, dove è stato eliminato al primo turno dal São Raimundo-AM.

## Palmarès

### Competizioni statali
- Campionato Roraimense: 2

1991, 2000